# Профессиональный стандарт
Профессиональный стандарт — характеристика квалификации, необходимой для осуществления определённого вида профессиональной деятельности, в том числе выполнения определённой трудовой функции

## Порядок разработки и утверждения профессиональных стандартов
Порядок разработки и утверждения профессиональных стандартов определён Постановлением Правительства Российской Федерации от 22.01.2013 № 23 (ред. от 09.02.2018) «О Правилах разработки и утверждения профессиональных стандартов»
Проекты профессиональных стандартов могут разрабатываться объединениями работодателей, работодателями, профессиональными сообществами, саморегулируемыми организациями и иными некоммерческими организациями с участием образовательных организаций профессионального образования и других заинтересованных организаций.
Профессиональные стандарты разрабатываются в соответствии с требованиями нормативных правовых актов:
- Приказ Минтруда России от 12 апреля 2013 г. № 147н «Об утверждении макета профессионального стандарта»;

- Приказ Минтруда России от 12 апреля 2013 г. № 148н «Об утверждении уровней квалификаций в целях подготовки профессиональных стандартов»;

- Приказ Минтруда России от 29 апреля 2013 г. № 170н «Об утверждении методических рекомендаций по разработке профессионального стандарта»;

- Приказ Минтруда России от 30 сентября 2014 г. № 671н «Об утверждении методических рекомендаций по организации профессионально-общественного обсуждения и экспертизы проектов профессиональных стандартов»;

- Приказ Минтруда России от 29 сентября 2014 г. № 667н «О реестре профессиональных стандартов (перечне видов профессиональной деятельности)».

## Применение профессиональных стандартов
Профессиональный стандарт — многофункциональный документ, который применяется:
- в сфере труда — для управления персоналом, формирования кадровой политики;

- в системе профессионального образования — при разработке и актуализации федеральных государственных образовательных стандартов и программ (в части профессиональной составляющей), профессионально-общественной аккредитации образовательных программ);

- при независимой оценке квалификации.

При применении профессиональных стандартов необходимо руководствоваться:
1. Трудовым кодексом Российской Федерации (далее — Кодекс):
- часть вторая статьи 57 — наименования должностей, профессий, специальностей и квалификационные требования к ним должны соответствовать наименованиям и требованиям, указанным в квалификационных справочниках или профессиональных стандартах, если в соответствии с Кодексом или иными федеральными законами с выполнением работ по этим должностям, профессиям, специальностям связано предоставление компенсаций и льгот либо наличие ограничений;

- статья 195.3: требования к квалификации работников, содержащиеся в профессиональных стандартах, обязательны для работодателя в случаях, если они установлены Кодексом, другими федеральными законами, иными нормативными правовыми актами Российской Федерации.

Обязательность применения профессиональных стандартов устанавливается для случаев, определённых Трудовым кодексом Российской Федерации (статья 57; статья 195.3).
2. Постановлением Правительства Российской Федерации от 27 июня 2016 г. № 584 «Об особенностях применения профессиональных стандартов в части требований, обязательных для применения государственными внебюджетными фондами Российской Федерации, государственными или муниципальными учреждениями, государственными или муниципальными унитарными предприятиями, а также государственными корпорациями, государственными компаниями и хозяйственными обществами, более пятидесяти процентов акций (долей) в уставном капитале которых находится в государственной собственности или муниципальной собственности» (далее — Постановление).
Постановлением предусматривается, что профессиональные стандарты применяются организациями с государственным участием, перечисленными в постановлении, поэтапно на основе утвержденных планов с учётом мнения представительного органа работников.
3. Федеральным законом от 29.12.2012№ 273-ФЗ «Об образовании в Российской Федерации»:
- статья 11, п. 7: — формирование требований федеральных государственных образовательных стандартов профессионального образования к результатам освоения основных образовательных программ профессионального образования в части профессиональной компетенции осуществляется на основе соответствующих профессиональных стандартов (при наличии).

4. Федеральным законом от 03.07.2016 N 238-ФЗ «О независимой оценке квалификации»:
- статья 2, п. 3 — независимая оценка квалификации работников или лиц, претендующих на осуществление определённого вида трудовой деятельности, — процедура подтверждения соответствия квалификации соискателя положениям профессионального стандарта или квалификационным требованиям, установленным федеральными законами и иными нормативными правовыми актами Российской Федерации, проведенная центром оценки квалификаций в соответствии с настоящим Федеральным законом.

Профессиональные стандарты являются важным элементом Национальной системы квалификаций.